# Uwasa no Midori-kun!!
Uwasa no Midori-kun!! (うわさの翠くん!!, lit. "Os rumores de Midori") é uma série japonesa de mangás escritos e ilustrados por Gō Ikeyamada. Estreou na Shōjo Comic em Dezembro de 2006 até Outubro de 2008. Os capítulos individuais foram coletados e publicados em 10 volumes de tankōbon pela Shogakukan. Dois desses capítulos são usados no mangá Shonen x Cinderella de Gō Ikeyamada. O mangá é licenciado no Taiwan por Tong Li Publishing, na Indonesia por Tiga Lancar Semesta, e na França por Kurokawa.

## HISTÓRIA
Yamate Midori é uma garota sapeca de 15 anos . Um dia, Midori encontra um garoto chamada Hino Tsukasa, que foi à ilha onde ela vive para passar as férias. Ele a ensinou a jogar futebol, e ela acabou se apaixonando pelo esporte. Inspirada por Tsukasa, Midori continuou praticando futebol, na esperança de reencontrá-lo algum dia. Quando eles se encontram novamente, Tsukasa seduz Midori. Para convencê-la a desistir de sua virgindade, a qual ela está guardando para seu futuro marido, Tsukasa diz a Midori que eles vão se casar no futuro.
No dia seguinte, Midori encontra Tsukasa cobrando pagamento de seus colegas de time por ter ganho uma aposta, rindo sobre como foi fácil ficar com uma "garota do campo", ter tido relações com ele, e considera continuar fazendo mais vezes antes de deixá-la. Quando Tsukasa descobre que ela ouviu tudo aquilo, ele diz que é culpa dela por confiar demais nos outros, e que ela deveria se orgulhar por ter saído com um futuro jogador profissional como ele.
Determinada em derrotar Tsukasa no futebol e derrubá-lo por trair sua confiança, Midori se disfarça como um menino, se matricula na Escola só para garotos e se junta ao time de futebol deles. Apesar disso, um garoto em seu dormitório descobre sobre o verdadeiro gênero dela quase que imediatamente.

## Personagens

### Personagens Principais
Midori Yamate (山手 翠, Yamate Midori)
Voz de: Mariya Ise (Rádio-drama), Rie Kugimiya (Versão Digicomi) 15 anos de idade. Ela é uma garota do 1º ano disfarçada de garoto no ensino médio Aoba, vive no dormitório da escola. Ela tem um emprego de meio período como garçonete para se manter financeiramente. No início da série, ela se apaixona por Tsukasa, mas como resultado do comportamento dele, seus sentimentos se tornaram conflitantes. Durante a série, ela começa a desenvolver sentimentos por Kazuma. Ela decide deixar seu primeiro amor, Tsukasa, seguir seus sentimentos por Kazuma. Eventualmente, Midori e Kazuma se casam e juntos eles têm uma filha chamada Akane, eles se mudam para a ilha de Midori para começar uma nova vida. Lá, Midori, Kazuma e Akane se reunem com Tsukasa, sua esposa, e seu filho Kakeru.
Kazuma Shinbashi (新橋 カズマ, Shinbashi Kazuma)
Voz de: Akira Ishida (Rádio-drama, Jogo), Hiroyuki Yoshino (Versão Digicomi)
15 anos de idade. Ele é um primeiro anista do ensino médio Aoba, que vive no dormitório da escola. Ele ama Midori, age como seu protetor, e está disposto a fazer qualquer coisa pra manter ela sorrindo. Ele está disposto a colocar seus próprios sentimentos e felicidade de lado se isso significar poder ajudar Midori. Ele é geralmente visto até mesmo ajudando ela a se aproximar de Tsukasa porque ele acha que vai fazer ela feliz. No final, Midori confessa seu amor por Kazuma, e eles começam a sair. Ele a pede em casamento depois da graduação. Anos depois, eles se casam e têm uma filha chamada Akane.
Tsukasa Hino (氷野 司, Hino Tsukasa)
Voz de: Hikaru Midorikawa (Rádio-drama, Jogo), Yuichi Nakamura (Versão Digicomi)
17 anos de idade. Ele é um segundo anista do ensino médio Josei e é o melhor jogador do time de futebol. Ele seduziu Midori e mentiu, para ter relações com ela somente para se entreter e como uma aposta com seus amigos. Quando Midori descobre isso, ele diz a ela que não deveria confiar tão facilmente nele, e que ela deveria se vangloriar por ter tido relações com alguém como ele. Tsukasa eventualmente se apaixona por Midori, mas ele não pode demonstrar seus sentimentos diretamente por causa do seu passado. Apesar disso, ele a assedia sexualmente constantemente quando estão sozinhos. Tsukasa também sente bastante ciúmes sempre que Midori sorri para Kazuma. Eles eventualmente se reconciliam quando Midori descobre seu passado e eles começam a namorar por um tempo, mas não da certo. Mais tarde Tsukasa se casou e teve um filho chamado Kakeru.

### Ensino Médio Aoba
Kouki Sagara (相楽 光輝, Sagara Kouki)
Voz de: Reiko Takagi (Rádio-drama, jogo)
Um segundo anista do ensino médio Aoba. Ele é atacante do time de futebol de Aoba. Ele é filho de Sagara Yuki e Moriyama Miki (o personagem principal da série do mesmo autor 'Get Love!!') e namorado de Mamoru Kaji. Seu corpo pequeno assim como o de seu pai.
Kei Hodaka (穂高 慧, Hodaka Kei)
Um segundo anista do ensino médio Aoba. Ele é atacante do time de futebol de Aoba. Ele é filho de Hodaka Ryu. Ele é melhor amigo de Kouki e namora sua irmã mais nova, Maki Sagara.
Jin Ebisu (恵比寿, Ebisu Jin)
Voz de: Romi Paku (Rádio-drama, jogo)
Um primeiro anista do ensino médio Aoba. Vive no dormitório da escola no quarto 204. Ele é namorado da Miyu Motoyama. Ele é pequeno assim como Kouki.
Tetsu Yoyogi (代々木, Yoyogi Tetsu)
Voz de: Kazuya Nakai (Rádio-drama, jogo)
Um primeiro anista do ensino médio Aoba. Vive no dormitório da escola no quarto 203.
Kaoru Sugamo (巣鴨 薫, Sugamo Kaoru)
Voz de: Daisuke Hirakawa (Rádio-drama, jogo)
Um primeiro anista do ensino médio Aoba. Vive no dormitório da escola no quarto 205.
Tōru Shinagawa (品川 トオル, Shinagawa Tōru)
Voz de: Tomokazu Seki (Rádio-drama, jogo)
Um segundo anista do ensino médio Aoba. É atacante do time de futebol de Aoba. Ele percebe que Midori é uma garota assim que a vê. Ele frequentemente deixa de participar dos treinos de futebol, e é um playboy.
Masato Gotanda (五反田 正人, Gotanda Masato)
Voz de: Ryōtarō Okiayu (Rádio-drama, jogo)
Um terceiro anista ensino médio Aoba. Ele é o goleiro e capitão do time de futebol de Aoba.
Tatsuya Ikebukuro (池袋 龍也, Ikebukuro Tatsuya)
Voz de: Takehito Koyasu (Rádio-drama, jogo)
Um terceiro anista do ensino médio Aoba. Ele joga na defesa do time de futebol de Aoba e é um arruaceiro.

### Ensino Médio Josei
Akira Kawasaki (川崎 明, Kawasaki Akira)
Voz de: Hiro Shimono (Rádio-drama, jogo)
Amigo de Tsukasa no time de futebol de Josei. Ele sabe sabe tudo sobre o passado sombrio de Tsukasa e seus problemas. Ele sabe que Midori é uma garota.
Jun Kurihama (恵比寿 仁, Kurihama Jun)
Aprendiz de Tsukasa no time de futebol de Josei.
Tōgo Misaki (三崎 冬吾, Misaki Tōgo)
Voz de: Jun Takagi (Rádio-drama, jogo)

### Outros Personagens
Wakaba Yamate (山手 若葉, Yamate Wakaba)
Mãe de Midori. É uma mãe solteira.
Mamori Kaji (加持 守里, Kaji Mamori)
Filha Tamotsu Kaji de Get Love!. Ela é a namorada de Kouki.
Miyu Motoyama (本山 みゆ, Motoyama Miyu)
Uma garota tímida que mais tarde se torna a namorada de Jin. Ela é amiga de Midori no café onde Midori trabalha meio período de garçonete.
Yūki (ユウキ, Yūki)
Ela se apaixonou por Misato depois de ajudá-la. Ela é amiga de Midori no café onde Midori trabalha meio período de garçonete.
Maki Sagara (相楽 真樹, Sagara Maki)
Irmã mais nova de Kouki e namorada de Kei.

## Mídia

### Mangá
Uwasa no Midori! foi escrito e ilustrado por Gō Ikeyamada. Foi serializada na revista Shōjo Comic da editora Shogakukan em dezembro de 2006 até a sua conclusão em Outubro de 2008. Os capítulos individuais foram coletados e publicados em 10 volumes de tankōbon pela Shogakukan. Dois desses capítulos foram usados no mangá Shōnen x Cinderella de Gō Ikeyamada.

### Jogos
O mangá foi adaptado para um jogo de Nintendo DS chamado Uwasa no Midori-kun!! Natsuiro Striker! (うわさの翠くん!! 夏色ストライカー), que foi lançado pela desenvolvedora Idea Factory dia 20 de Setembro de 2007. Em 21 de Agosto de 2008, Idea Factory lançou outro jogo da série para Nintendo DS chamado Uwasa no Midori-kun!! 2 Futari no Midori!? (うわさの翠くん!!2 ふた).

### Rádio-drama
Baseado no mangá, o rádio-drama, chamado Uwasa No Midori Kun!!-Futari No Ouji to Hadaka Hime no Fukushu (「うわさの翠くん!!」二人の王子とハダカ姫の復讐!!), foi lançado em 5 de Março de 2008 pela Sony Music Entertainment. As músicas são cantadas por Hikaru Midorikawa, Akira Ishida, Romi Park e Kazuya Nakai.

## Recepção
O quinto volume de Uwasa no Midori-kun! ficou em décimo lugar nas paradas de Tohan entre 30 de Outubro e 5 de Novembro de 2007. O nono volume ficou em oitavo lugar nas paradas de Tohan entre 26 de Agosto e 1 de Setembro de 2008. O décimo volume ficou em vigésimo segundo nas paradas de Tohan entre 21 a 27 de Outubro de 2008 e em décimo terceiro nas paradas de Tohan entre 28 de Outubro e 3 de Novembro de 2008.